# Инатуан
Инатуан (таг. Hinatuan, исп. Hinatuan) — река, протекающая на острове Минданао на Филиппинах.Впадает в Филиппинское море и Тихий океан в районе Барангая Талисай, муниципалитет Инатуан, провинция Южный Суригао. Её исток находится на границе между барангаями Талисай и Камбатонг. Своё поэтическое название «Зачарованная река» — она получила от дипломата и и. о. заведующего организации Филиппинский Красный Крест Модесто Фаролана, описавшего её в стихотворении под названием Rio Encantado («Зачарованная река»). В истоке реки находится затопленная пещера, вход в которую расположен на глубине 27 м.

## География
В устье реки расположена бухта Инатуан — место обитания множества видов морских черепах. Бухта также служит безопасной гаванью во время штормов и тайфунов.
Ближайший аэропорт расположен в 110 километрах от реки в барангае Банкаси.

## Исследования
Впервые подводная пещера в районе Зачарованной реки была исследована в 1999 году исследователем Алексом Сантосом. Однако основное изучение пещерной системы началось лишь одиннадцать лет спустя, в феврале 2010 года, когда группа из трёх спелеодайверов под руководством доктора Альфонсо Амореса в составе Бернила Гастардо и Эмджи Гильермо отправилась в экспедицию. Тогда на глубине 30 метров было обнаружено скрытое входное отверстие в подводную пещеру.
В последующих экспедициях исследователям удалось найти подводный зал. Однако во время шестой экспедиции, 17 июня 2014 года, доктор Аморес трагически погиб — он перенёс сердечный приступ на глубине 40 метров и не смог выбраться через узкий тоннель, ведущий к так называемому «Залу мэра» внутри пещеры.
Исследования продолжились в марте 2015 года. Целью новой экспедиции было изучение участков на глубине свыше 82 метров. Руководителем работ стал Бернил Гастардо. Проект был организован при поддержке Германского общества по международному сотрудничеству (GIZ), биологического факультета Университета Сан-Карлос и филиппинского департамента охраны окружающей среды и природных ресурсов (DENR-BMB) в рамках инициативы HERUCS («Быстрая оценка подводной пещерной системы Зачарованной реки Инатуан»). С 20 марта началась совместная пятидневная экспедиция по экологическому мониторингу и картографированию, проведённая Университетом Сан-Карлос и группой филиппинских спелеодайверов.

## Легенды
Местные жители верят, что в реке обитают энканто — мифические духи природы, из-за чего её и назвали «заколдованной». Считается, что эти сверхъестественные существа охраняют реку и не дают ей быть осквернённой.
Необычные оттенки воды и неизведанные глубины реки породили множество местных легенд. По одной из них, именно энканто (филиппинскай аналог фэйри) придали воде её уникальный цвет, смешав в ней сапфировые и нефритовые оттенки. 